# Hafez Bachar el-Assad
Pour les articles homonymes, voir al-Assad.
Hafez Bachar al-Assad (né le 4 décembre 2001) est le fils aîné de l'ancien président syrien Bachar el-Assad et de son épouse Asma el-Assad.

## Vie privée
Assad est né à Damas le 4 décembre 2001 et y a grandi. Il porte le nom de son grand-père, l'ancien président syrien Hafez el-Assad. Dans sa jeunesse, il a fréquenté une école Montessori aux côtés de sa sœur Zein et de son frère Karim,. Ils ont également fréquenté une école de langues dans le district de Baramkeh à Damas.
En 2020, Assad a été placé sous sanction par le département d'État américain en lien avec de précédentes sanctions visant le régime de son père. En conséquence, il n'est pas autorisé à voyager ou à posséder des actifs aux États-Unis.
Jusqu'à la chute du régime bassiste, Assad était considéré comme un successeur potentiel de son père,,.